# Полбы
По́лбы, или полбяные пшеницы, — группа видов рода пшеница (Triticum) с плёнчатым зерном и с ломкими колосьями.
К полбе относят как дикие виды: пшеницу двузернянковидную (Triticum dicoccoides), пшеницу беотийскую (Triticum boeoticum), пшеницу Урарту (Triticum urartu); так и культурные: двузернянку (Triticum dicoccum), однозернянку (Triticum monococcum), спельту (Triticum spelta), пшеницу маха (Triticum macha), пшеницу Тимофеева (Triticum timofeevi). Из видов, относимых к полбе, чаще всего культивируется двузернянка.
Полба отличается зерном с невымолачиваемыми плёнками, ломкостью колоса, неприхотливостью, скороспелостью, большинство видов устойчивы к грибковым заболеваниям.

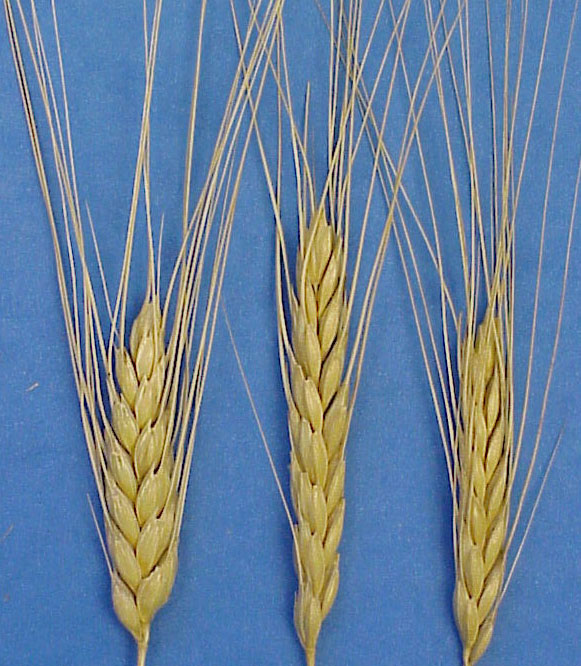
Triticum dicoccum, пшеница, дающая то, что иногда называют «истинной» полбой

## Культивирование
Полба была широко распространённой на заре человеческой цивилизации зерновой культурой.
Область происхождения (предположительно) — Средиземноморье. Выращивалась в Древнем Египте, Малой Азии, Армении, Вавилоне и других местах. Наиболее древние находки полбы датируются 6–5 тысячелетием до н. э. и расположены в долинах горной цепи Арарат, на территории нынешней Турции и западной Армении. Более поздние находки: Болгария — 3700 г. до н. э., Польша и южная Швеция — 2500–1700 г. до н. э.
В России полба возделывалась в Волго-Камском регионе, где полбу выращивали главным образом марийцы, чуваши, башкиры, татары и удмурты; на Кавказе её возделывали армяне, лезгины, хевсуры и осетины; на Пиренеях полба разводится басками.
Позднее была вытеснена хоть и гораздо более требовательной к климату и менее устойчивой к болезням, но значительно более урожайной пшеницей твёрдой (Triticum durum), и в настоящее время занимает незначительную долю мировых посевных площадей.

## В литературе
Упоминается А. С. Пушкиным в «Сказке о попе и о работнике его Балде»:

Есть же мне давай варёную полбу.

Также у Гомера в «Одиссее»:

К яслям в конюшне они поводьями их привязали,

Полбу засыпали в ясли и к ней ячменю подмешали.

Упоминание предназначения в Библии (Ис. 28:24-25):

Нет; когда уровняет поверхность её, он сеет чернуху, или рассыпает тмин, или разбрасывает пшеницу рядами, и ячмень в определённом месте, и полбу рядом с ним.

Книга Исход указывает на то, что полба наряду с пшеницей считались поздними культурами (Исх. 9:31-32):

Лён и ячмень были побиты, потому что ячмень выколосился, а лён осеменился; а пшеница и полба не побиты, потому что они были поздние.

|                                                                                        |  |  |
| Каша из полбы и крупа в пакетике, суп из полбы из Тосканы, креветки на салате из полбы |  |  |